# Hillsboro (Virginia)
Hillsboro ist eine Stadt in Loudoun County, Virginia. Das U.S. Census Bureau hat bei der Volkszählung 2020 eine Einwohnerzahl von 114 ermittelt.

## Geographie
Hillsboro (ursprünglich Hillsborough) befindet sich im Hillsboro Gap der Blue Ridge Mountains im Nordwesten Virginias. Die Stadt befindet sich etwa 90 Kilometer nordwestlich von Washington, D.C. und 15 Kilometer südöstlich von Harpers Ferry (West Virginia). Die Virginia Route 9 führt durch die Stadt.

## Geschichte
1802 ernannte Thomas Jefferson einen Postmeister für das neu eröffnete Postamt und die Gemeinde, die unter dem Namen Hillsborough bekannt wurde. Die Fabriken in Hillsboro florierten. 1831 waren zwei Getreidemühlen, ein Sägewerk und eine Wollspinnerei in Betrieb.
Hillsboro wurde 1880 eingemeindet.
Bis zum Jahr 2000 gab es keine Adressen für die Gebäude in Hillsboro; die rund 60 Gebäude wurden an die Namen ihrer Besitzer oder ihres Zwecks zugeordnet.

## Politik
Autor Byron Farwell war lange Zeit Bürgermeister der Stadt, neben ihm Sandy Muir und Alix Spaith.

## Demografie
Die bei der Volkszählung im Jahr 2000 ermittelten 96 Einwohner von Hillsboro lebten in 39 Haushalten; darunter waren 28 Familien. Die Bevölkerungsdichte betrug 412 pro km². Im Ort wurden 41 Wohneinheiten erfasst. In ethnischer Hinsicht bestand die Bevölkerung zu 97 % aus Weißen.
Die durchschnittliche Haushaltsgröße war 2,46, die durchschnittliche Familiengröße 2,75 Personen.
Die Bevölkerung verteilte sich auf 20 % unter 18 Jahren, 8 % von 18 bis 24 Jahren, 28 % von 25 bis 44 Jahren, 30 % von 45 bis 64 Jahren und 14 % von 65 Jahren oder älter. Der Median des Alters betrug 41 Jahre.
Der Median des Haushaltseinkommens betrug 54.375 $, der Median des Familieneinkommens 71.875 $. Das Prokopfeinkommen in Hillsboro betrug 44.455 $. Unter der Armutsgrenze lebten 10 % der Bevölkerung.